# Mazarete
Mazarete – gmina w Hiszpanii, w prowincji Guadalajara, w Kastylii-La Mancha, o powierzchni 56,17 km². W 2011 roku gmina liczyła 54 mieszkańców.